# Diözesanmuseum Bamberg
Das Diözesanmuseum Bamberg, im Kapitelhaus links neben dem Dom, zeigt Kunstschätze aus der alten Domschatzkammer des Bamberger Doms und dem gesamten Erzbistum. Die Kaisergewänder, ein einmaliger Bestand an bestickten Seidengewändern aus dem 11. Jahrhundert, und der Ornat aus dem einzigen Papstgrab nördlich der Alpen machen das Museum zu einem Schatzhaus von Weltformat.

## Geschichte

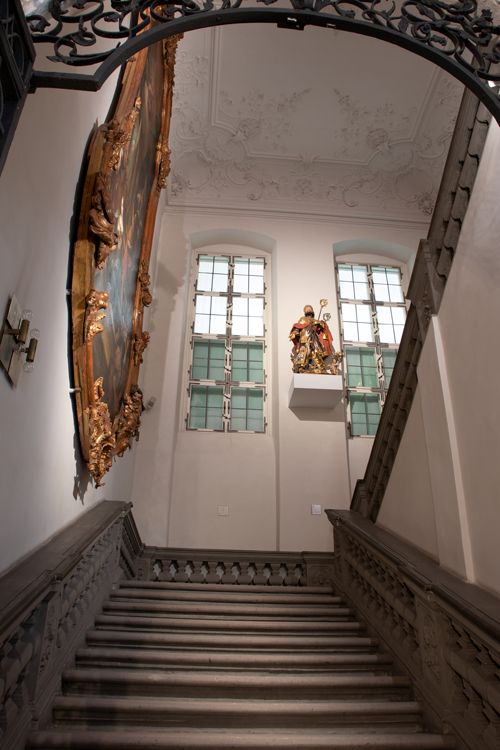
Treppenhaus

Das Museum ist in dem von dem Barockbaumeister Balthasar Neumann in den Jahren von 1731 bis 1733 erbauten Domkapitelhaus untergebracht. Schon 1907 gab es erste Pläne für ein Museum, aber erst 1966 erfolgte die Eröffnung unter der Trägerschaft des Metropolitankapitels. 1991 und 1992 wurden die Schauräume neu eröffnet und 2005 erweitert.

## Sammlung
Sammlungsschwerpunkte sind der Bamberger Domschatz, die Kaisergewänder sowie die im Kreuzgang ausgestellte originale Bauplastik des Bamberger Doms.

### Domschatz

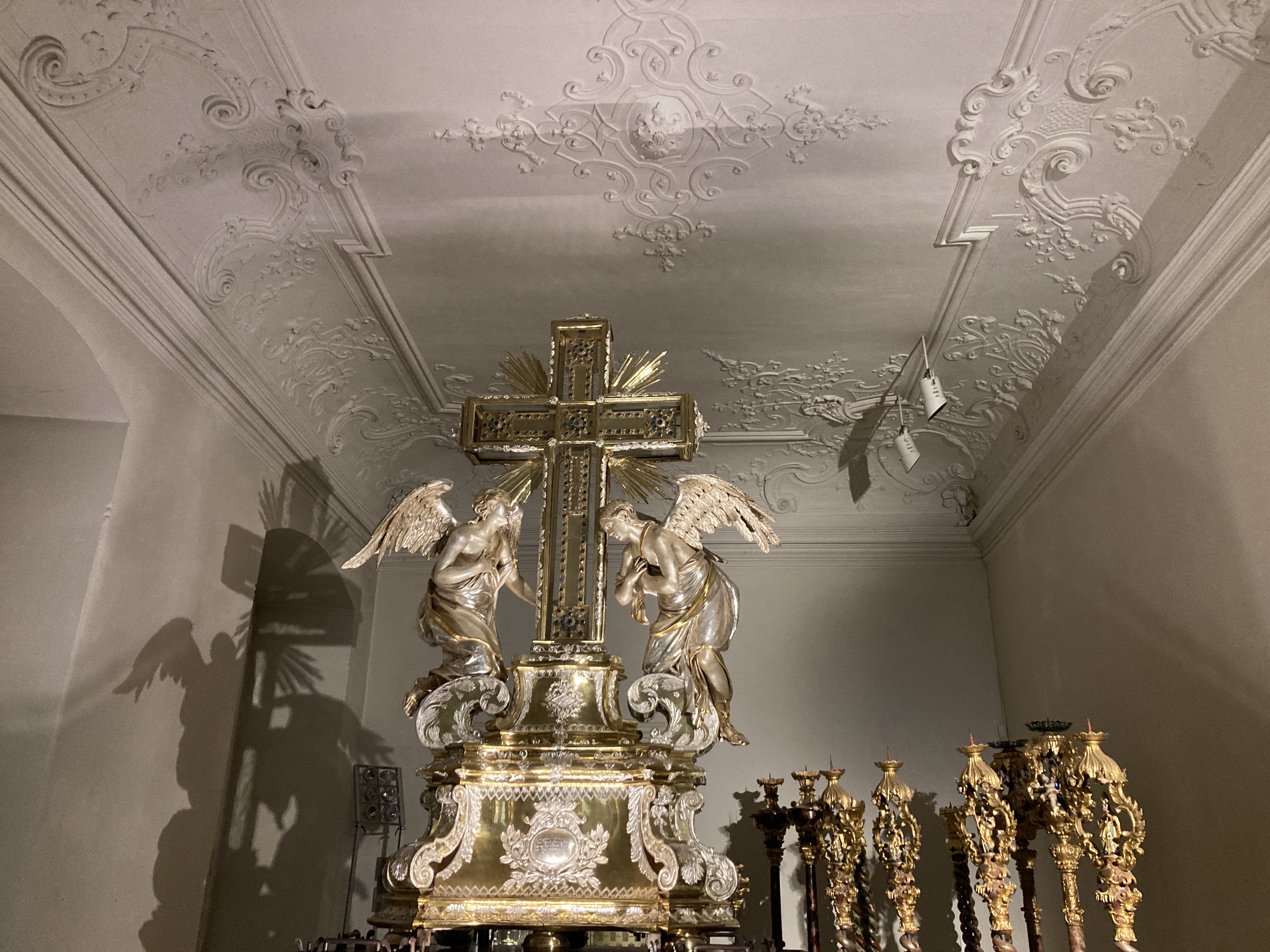
Domkreuz

Den Grundstock für den Domschatz legten Heinrich II. (973 oder 978–1024) und Kunigunde (um 980–1033) mit zahlreichen Stiftungen. Aus Verzeichnissen lassen sich Neuzugänge und Verluste über die Jahrhunderte rekonstruieren. So gehörte das einzig noch erhaltene spätgotische Armreliquiar des heiligen Veit ebenso zum Domschatz wie die Kopfreliquie des heiligen Dionysius. Letztere wurde 1653/64  im Dominikanerinnenkloster Heilig Grab in Bamberg gefasst. Ebenso hat sich ein Tragaltar mit Apostelreliefs aus Walrosszahn erhalten. Darüber hinaus gehören zum Domschatz sehenswerte vasa sacra. Diese liturgischen Geräte, die direkt mit der Eucharistie in Berührung kommen, z. B. Kelch mit Patene und Löffelchen, Messkännchen, die Monstranz und das Ziborium, sind ebenso ausgestellt wie das übrige liturgische Gerät, z. B. Reliquiare, Weihrauchfass und -schiffchen sowie Altarkreuz und -leuchter oder die Zimbel. Das bekannteste Stück ist das sogenannte Domkreuz, das monumentale Gemmenkreuz und Kreuzreliquiar, welches bis heute bei der Fronleichnamsprozession durch die Stadt getragen wird.

### Kaisergewänder und Textilsammlung

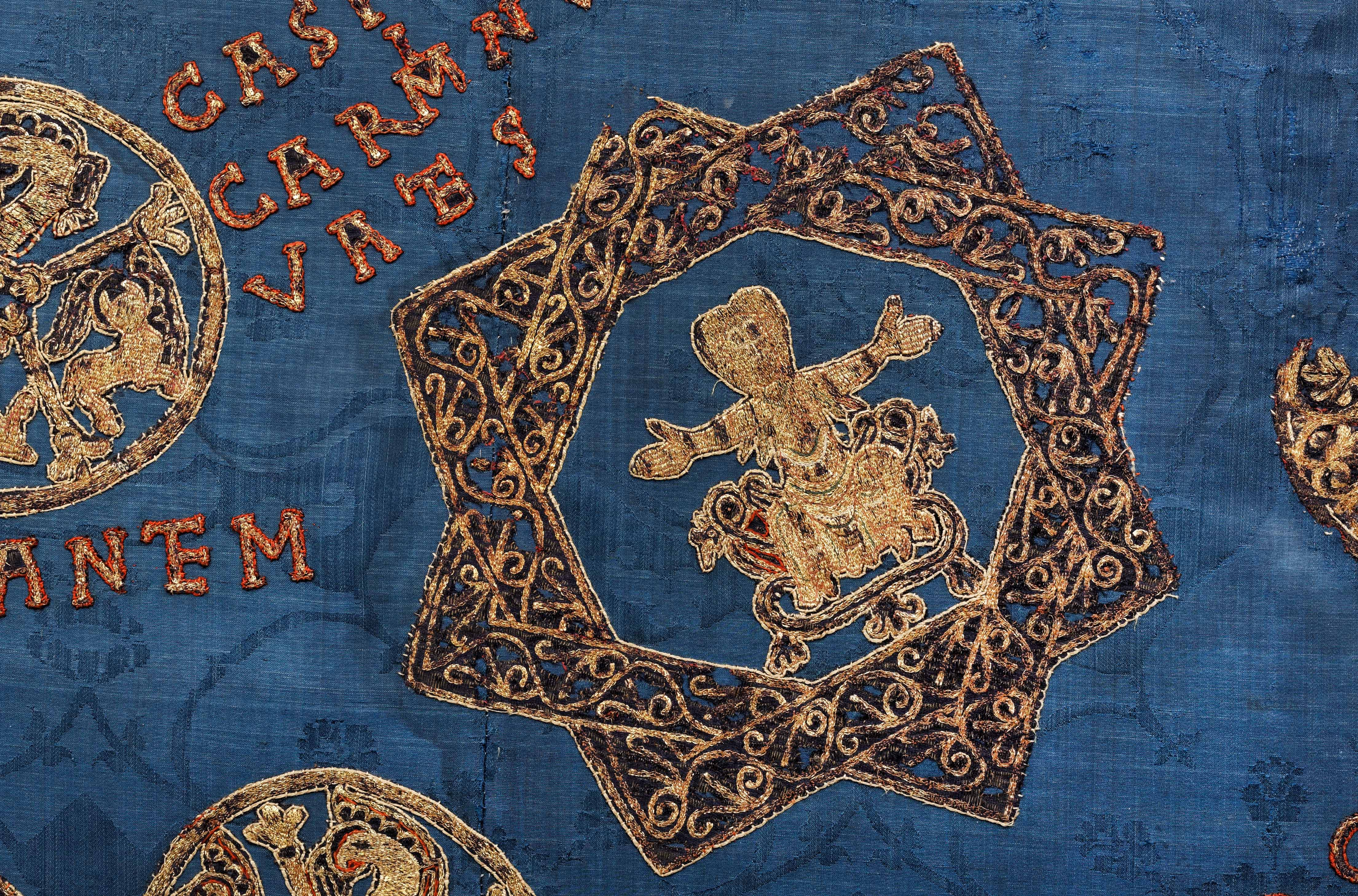
Sternenmantel

Zu den einzigartigen Exponaten gehören die sogenannten Kaisergewänder. Es handelt sich um sechs Prachtgewänder, die mit den Namen Kaiser Heinrichs II. (* 973, reg. 1002–1024) und seiner Gemahlin Kaiserin Kunigunde verbunden sind: Der Sternenmantel Heinrichs II., der blaue und der weiße Kunigundenmantel, der Reitermantel, die Tunika und das Rationale. Dieser einmalige Bestand an bestickten Seidengewändern aus dem ersten Viertel des 11. Jahrhunderts bildet zusammen mit dem Ornat von Papst Clemens II. (vor 1047), entnommen aus dem einzigen erhaltenen Papstgrab nördlich der Alpen, und dem Gunthertuch (um 975), einer der größten erhaltenen byzantinischen Seidenwirkereien, den Grundstein für eine Textilsammlung mit Weltruhm.

Die Bamberger Kaisergewänder
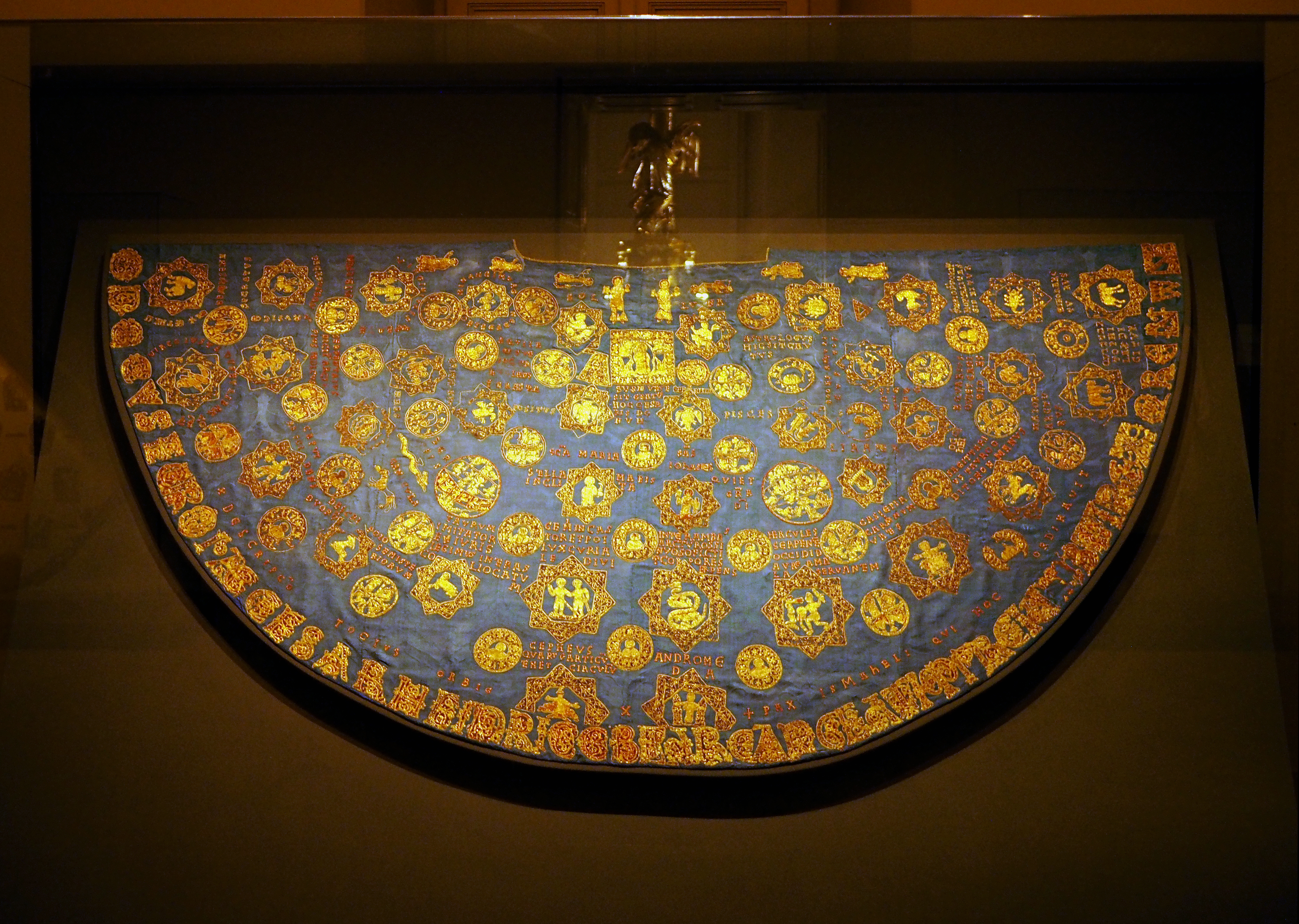
Sternenmantel Heinrich II.
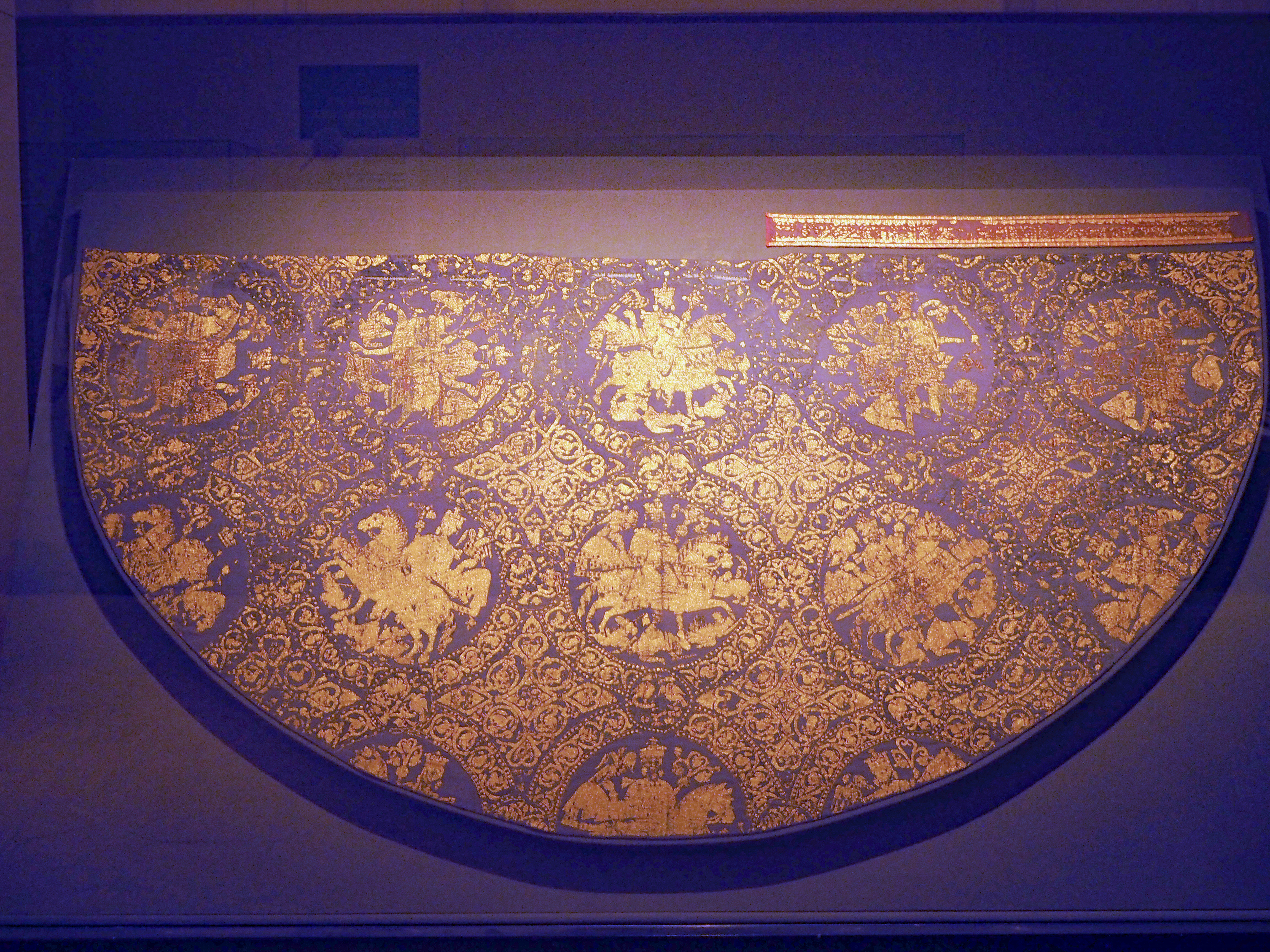
Reitermantel
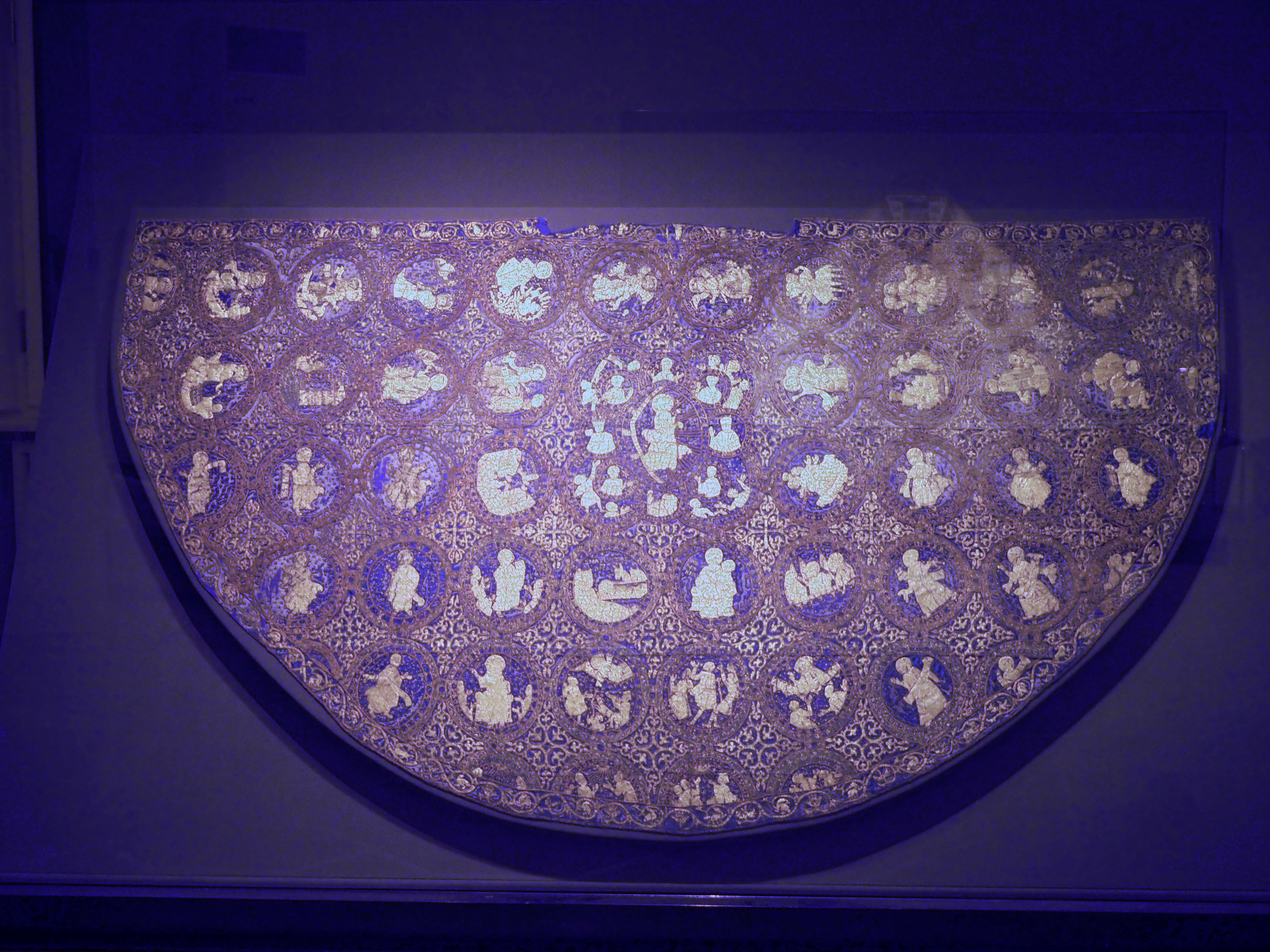
Blauer Kunigundenmantel

### Krippensammlung
Zur umfangreichen Krippensammlung des Museums gehören unter anderem auch 30 Einzelfiguren und ein Elefant, die früher im Domschatz aufbewahrt wurden und die vermutlich Reste der alten Domkrippe sind. Die 40–50 hohen hölzernen Gliederpuppen wurden wohl in der 2. Hälfte des 18. Jahrhunderts gefertigt, möglicherweise in Tirol, und weisen eine „außergewöhnliche Qualität“ auf.

### Kreuzgang

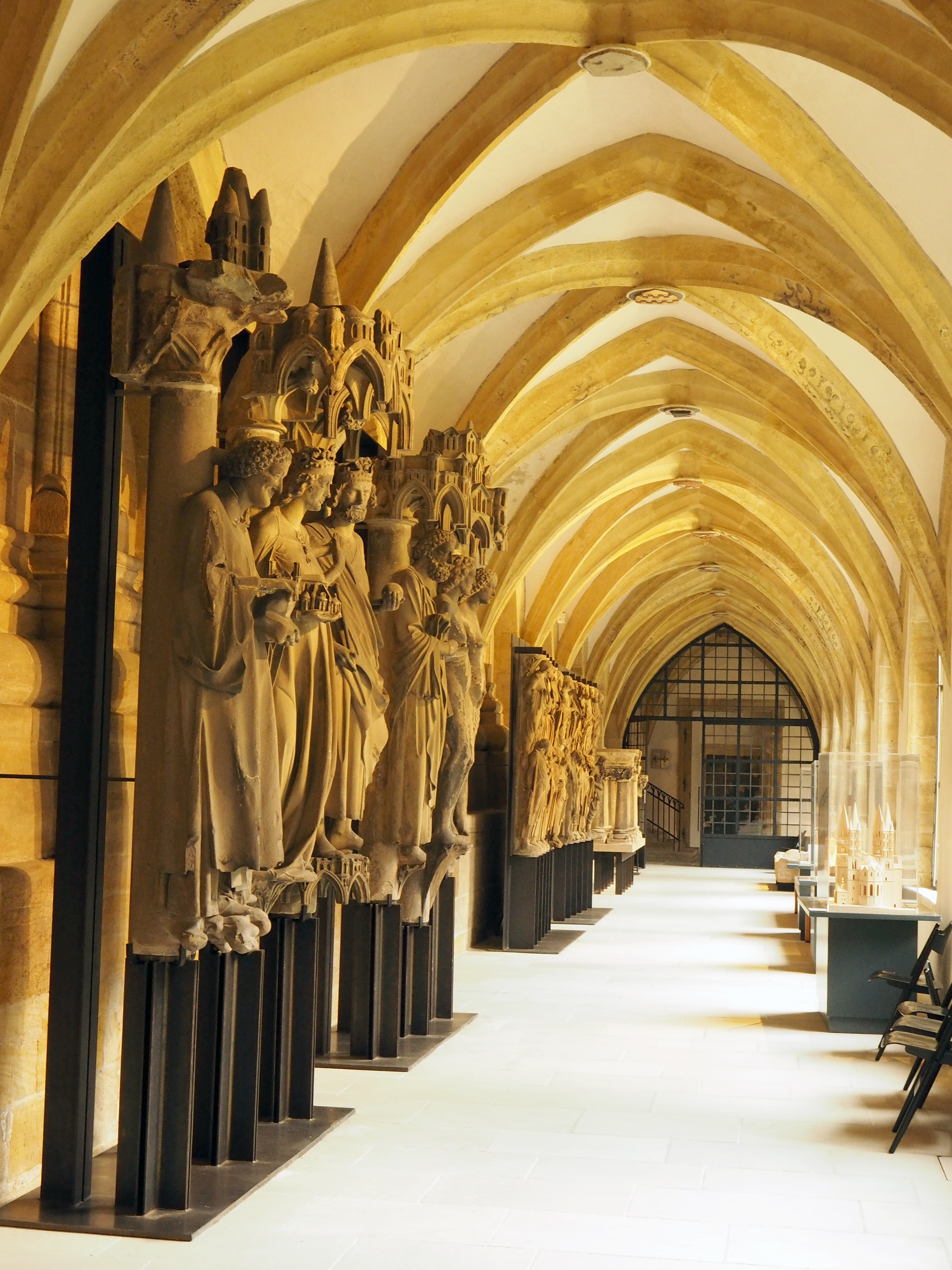
Der Kreuzgang

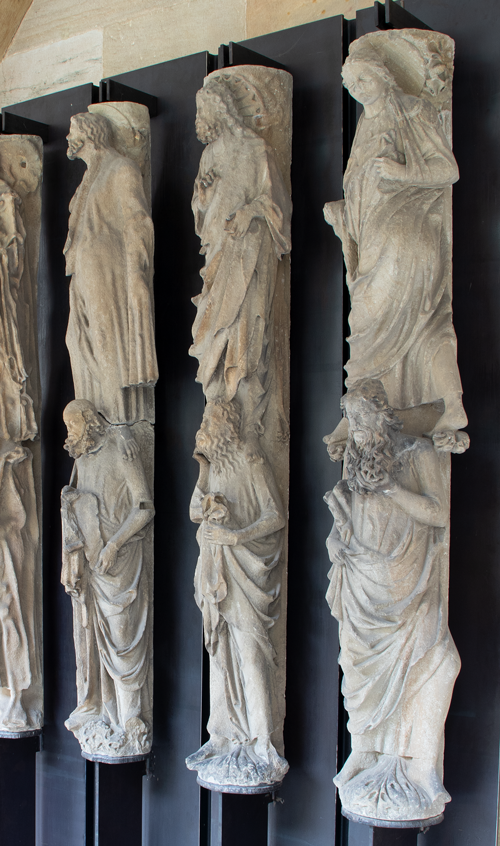
Originale Skulpturen der Adamspforte

Im spätgotischen Domkreuzgang werden Steinskulpturen aus der Zeit der Hochgotik bis zum Spätmittelalter präsentiert. Die originalen Skulpturen von der Adamspforte und vom Fürstenportal am Bamberger Dom gehören zu den bedeutendsten Exponaten. Beide Portale sind wohl Werke der aus Reims nach Bamberg gekommenen Bildhauer, die um 1220/1230 am Bau des Bamberger Doms beteiligt waren.

## Historische Beschreibung
In seinem Reiseführer für Bamberg und Umgebung aus dem frühen 20. Jahrhundert beschreibt Dietrich Amende auch den Domschatz:

„Die Schatzkammer des Domes
Sie enthält Sehenswürdigkeiten ersten Ranges. An erster Stelle seien die drei Kaisermäntel aus dem 11. Jahrhundert genannt. „Derartige Prunkgewänder aus dem 11./12. Jahrh. sind im Ganzen nur 8 wesentlich unversehrt erhalten geblieben“ (3 in Bamberg, 2 in St. Paul in Kärnten, je 1 in Wien, Pressburg, Anagni) (Dr. Senger).
Der eigentliche Kaiser-, vielleicht sogar Krönungsmantel Heinrichs II. trägt die Widmung: „Du Zierde Europas, Cäsar Heinrich, sei glücklich; der himmlische König mehre dein Kaiserreich!“ Melus, Herzog von Apulien, der in Bamberg beim Kaiser Schutz gegen die Sarazenen erbat, brachte das Ehrengeschenk mit. Kaiser Wilhelm II. hat sich auf einem Glasgemälde im Dom zu Lüneburg mit diesem Mantel bekleidet darstellen lassen. Der zweite Kaisermantel zeigt einen Kaiser auf der Jagd, der dritte, Mantel der Kaiserin Kunigunde genannt, weist in 40 Medaillons die Heilsgeschichte des Alten und Neuen Testaments auf. – Sehr beachtenswert ist ein bischöfliches Schulterkleid, Rationale, wie es ehedem der Bamberger Bischof trug. Derartige Rationalien haben sich aus dem Mittelalter noch vier erhalten. Hochinteressant ist der Grabteppich des 1065 auf der Rückreise von einer Pilgerfahrt nach Palästina verstorbenen Bamberger Bischofs Günther. Mit außerordentlicher Mühe wurde der 1830 dem Sarkophag (auf dem Georgenchor des Domes) entnommene Teppich wieder zusammengesetzt.
In der Schatzkammer befinden sich kostbare Reliquiarien. Ferner ein sehr bemerkenswerter romanischer Kandelaber aus dem 12. Jahrh. für die sog. Osterkerze, hinsichtlich der Größe und des Formenreichtums kaum übertroffen; dann schöne Arbeiten der Goldschmiedekunst, reizende Kleinplastiken aus Holz, die Opferschale und der Gürtel Kunigundens.“

## Sonderausstellungen
- 2010: Gott weiblich. Eine verborgene Seite des biblischen Gottes, in Zusammenarbeit mit der Erwachsenenbildung im Erzbistum Bamberg und dem Lehrstuhl für Alttestamentliche Wissenschaften der Universität Bamberg.
- 2011: Valentin Rathgeber. Leben – Werk – Bedeutung des Barockkomponisten und Benediktinerpaters des Klosters Banz, in Zusammenarbeit mit der Internationalen Valentin-Rathgeber-Gesellschaft.
- 2012: Dem Himmel entgegen. 1000 Jahre Bamberger Kaiserdom 1012–2012.[5]
- 2013: Maria im Spiegel der modernen Kunst.
- 2014: Gekrönt auf Erden und im Himmel. Das heilige Kaiserpaar Heinrich II. und Kunigunde.[6]
- 2016: Der heilige Leopold von Babenberg
- 2016: Der letzte Weg. Tod und Bestattung in Mittelalter und Neuzeit
- 2020: Bamberger Kaisergewänder unter der Lupe[7]
- 2021: Der Caritas ein Gesicht geben zum 100jährigen Jubiläum des Diözesan-Caritasverbandes Bamberg[8]
- 2022: Wunder, Weihe, Wege. Vierzehnheiligen zum 250jährigen Weihejubiläum der Wallfahrtskirche Vierzehnheiligen[9]
- 2022: Erlesen - 200 Jahre Bibliothek des Metropolitankapitels[10]
- 2022: Max Huscher zum Andenken. Eine Weihnachtsausstellung.[11]
- 2023: Frauen.Taten.Werke. 12 Dialoge[12]
- 2023: Leidenschaft für Gott - 750 Jahre Karmeliten in Bamberg[13]
- 2024: Kreuze. 1000 Jahre nach Heinrich II. - Begegnung von Edelstein und Kettensäge zum 1000. Todestag des Bistumsgründers Kaiser Heinrich II.[14]
- 2024: 2 x Pommern und zurück zum 900jährigen Jubiläum der Missionsreise nach Pommern von Bischof Otto von Bamberg